# The Cat's-Paw (pel·lícula)
The Cat's-Paw és una pel·lícula americana estrenada el 7 d'agost del 1934, dirigida per Sam Taylor. Harold Lloyd hi interpreta un noi criat a la Xina que va als Estats Units a la cerca d'una esposa i que un grup de polítics corruptes volen convertir en un home de palla que actuï com a candidat a batllia de la ciutat de Stockport. En un sentit figurat, en anglès cat's paw significa marioneta.

## Argument
Després de viure a la Xina amb els seus pares missioners durant vint anys, Ezekiel Cobb torna als Estats Units per trobar una esposa tot vestit de blanc amb un salacot. Quan arriba a la ciutat de Stockport, Ezekiel queda desconcertat per l'argot i la grolleria nord-americana, especialment quan en anar a casa del patrocinador del seu pare, el metge Junius P. Withers, aquest es nega a rebre'l. Ezequiel assegut a la vorera fora de la casa coneix Jake Mayo, un responsable polític i li confia la seva difícil situació. Jake, impressionat per la ingenuïtat d'Ezequiel l'envia a una pensió.
L'endemà al matí els diaris anuncien que Withers ha mort el que provoca un gran problema a Jake i a l'alcalde Ed Morgan: Withers actuava, confabulat amb ells, com a candidat reformador a l'alcaldia amb l'objectiu de dividir el vot dels adversaris, fent que Morgan fos sempre escollit. Jake i Morgan necessiten un altre home de palla, ja que les eleccions tindran lloc en dos dies. Per això, Jake decideix que, amb el poc temps que tenen, Ezekiel seria el candidat ideal per reemplaçar Withers. Jake truca Ezekiel, que es troba a la pensió i ha conegut la cínica Petunia («Pet»), i el cita per a l'endemà a l'ajuntament a un banquet, on té la intenció d'anunciar la candidatura d'Ezekiel sense que ell ho sàpiga. Arribat el moment, però, Ezekiel escriu que arribarà tard, ja que pren el té te amb el seu amic xinès Tien Wang. Jake el localitza i li ordena per telèfon que vingui. Com que no es compta que arribi el banquet a l'ajuntament comença amb el discurs de presentació del candidat el qual Ezekiel sent per la radio mentre està anant cap allà. Queda molt sorprès de descobrir que l'acaben de presentar com a candidat batlle. El grup de polítics el volen convèncer que accepti, ja que en una ciutat tan corrupta com aquella té l'oportunitat d'intentar reformar-la com si fos un missioner però és en va. Al final cedeix, ja que li asseguren que no hi ha cap possibilitat que surti escollit. El moment de les primeres entrevistes retroba Pet com a venedora de cigars que li recomana vestir d'una altra manera. Ezekiel la convidar a sopar a un club nocturn amb ballarines. Aleshores hi actua Dolores Daze, una de les estrelles del local i amant d'Ed Morgan. Ezequiel queda enlluernat per la Dolores, que el fa ballar amb les dansaires del local. L'incident és captat per la premsa la qual cosa augmenta la seva popularitat, ja que la gent percep Ezekiel com «un noi normal». La seva popularitat augmenta més quan Morgan colpeja un periodista. L'endemà, Ezequiel guanya les eleccions i quan li diu a Pet que no acceptarà perquè ha de tornar a la Xina, ella el convenç de quedar-se.
Passats dos mesos Ezequiel ha acomiadat els companys de Morgan i impedeix els pagaments resultants de la corrupció. Jake adverteix Ezequiel que està en perill per les amenaces de la maquinària política que està desmantellant, però la reacció d'Ezekiel és nomenar Jake com a nou comissari de la policia, fent així que Jake cregui de nou en l'honestedat. Més tard aquella nit, Ezekiel té hora amb Pet i Dolores li dona un sobre que diu contenir cartes personals. El fa prometre que el guardarà a la caixa forta, cosa que fa l'endemà. El que Ezequiel no sap, però, és que el sobre conté escriptures falsificades per la colla de Morgan que estableixen que ell és el propietari d'una empresa a la qual ha adjudicat un contracte com a batlle. El fiscal del districte Neal, després d'escoltar les denúncies que Ezequiel és corrupte, obre la caixa i hi troba el sobre de Dolores. Ezequiel s'adona que l'endemà el governador l'inhabilitarà, però Pet li fa veure que encara li queda un dia per fer el bé. Ezequiel va a la seva oficina i diu a Jake i a Pat Shigley, a qui Jake li va donar la feina de comissari, que arrestin tots els malfactors de la ciutat i els portin al soterrani de Tien Wang. Ezequiel explica a Jake i Pat una història sobre un antic guerrer xinès que va alliberar una ciutat d'uns homes malvats decapitant-los i els diu que Tien té l'espasa d'aquell guerrer. Malgrat les seves fortes prescripcions, Jake i Pat executen el seu pla i fins i tot arresten Morgan i la seva colla. Una vegada que estan al celler de Tien, Ezequiel els diu que no permetrà que reprenguin el control de la ciutat i que per tant, han de triar entre confessar els seus crims o ser decapitats.
No tots els malfactors el creuen, per la qual cosa Ezequiel en trasllada un a una altra habitació on, amb l'ajuda d'un mag xinès, el gran Chang, fa que aparegui com si l'home hagi estat decapitat i porta el seu cap ensangonat on són tots els altres.
Ningú confessa encara i, per tant, Ezequiel repeteix el truc amb Morgan. En aquest cas els altres escriuen delerosos les seves confessions. Ezequiel, llavors, demana la mà de Pet que accepta. Algun temps després d'algunes petites discussions, la parella decideix quedar-se a Stockport i que Ezekiel continuï com a alcalde en comptes de tornar a la Xina com a missioner.

## Producció
La pel·lícula està basada en la novel·la de Clarence Budington Kelland que va aparèixer com a serial al The Saturday Evening Post (entre el 26 d'agost i el 30 de setembre del 1933). Lloyd va pagar 25.000 dòlars pels drets de la novel·la i va gastar uns 617.000 dòlars en la producció. Lloyd va contractar Vincent Lawrence per escriure el guió i Edward Curtis per ajudar-lo amb els diàlegs tot i que cap dels dos apareix als crèdits.
L'equip de producció era format per William R. Fraser com a director general de producció, John L. Murphy com a cap de producció, Suzanne Lloyd com a productora executiva, Gaylord Lloyd per a les localitzacions, Rex Bailey per al càsting, Sam Taylor com a director, Harry Oliver com a director artístic, Joe Reddy com a director de publicitat, Walter Mayo com a ajudant de direcció, William McDonald com a director tècnic, Liell Vedder com a ajudant de direcció tècnica, Walter Lundeen com a càmera i Cecil Bardewell com a cap d'electricistes.
El rodatge va començar als Metropolitan Studios el 29 de gener del 1934 però va ser interromput diferents vegades degut a la malaltia del director tot i que Harold Lloyd va prendre el seu relleu en alguna de les seves absències. Una Merkel i Nat Pendleton van ser cedits per la Metro-Goldwyn-Mayer i Grace Bradley i George Barbier per la Paramount. Alfred va compondre la música Newman, de la companyia United Artist. La pel·lícula inclou la cançó «I'm just that way» de Roy Turk i Harry Akst que canta Dolores Dace quan coneix Ezekiel. El rodatge va acabar el 24 d'abril de 1934 i el muntatge es va fer amb gran rapidesa per tal de poder-la presentar a la convenció d'Atlantic City el 30 de maig.

## Repartiment
- Harold Lloyd (Ezekiel Cobb)
- Una Merkel (Petunia "Pet" Pratt)
- George Barbier (Jake Mayo)
- Nat Pendleton (Strozzi)
- Grace Bradley (Dolores Dace)
- Alan Dinehart (Mayor Ed Morgan)
- Grant Mitchell ("Silk Hat" McGee)
- Fred Warren (Tien Wang)
- Warren Hymer ("Spike" Slattery)
- Alec B. Francis (Mr. Tatcher)
- J. Farrell MacDonald (Pat Shigley)
- James Donlan (Red el periodista)
- Edwin Maxwell (Fiscal de districte Neal)
- Frank Sheridan (Comissari de policia Dan Moriarity)
- Fuzzy Knight (Fuzzy)
- Vincent Barnett (Vince)
- David Jack Holt (Ezekiel de jove)[11]
- John Wray (home en el carrer)